# Manuel Desvalls i de Vergós
Manuel Desvalls i de Vergós (El Poal, 1674-Viena, c.1774). Militar català que lluità en el bàndol austriacista durant la Guerra de Successió Espanyola conjuntament amb el seu germà Antoni Desvalls i de Vergós marquès del Poal.
Al vints anys participà en la Guerra de la Lliga d'Augsburg contra el regne de França amb el grau de capità. Després de la mort de Carles II de Castella fou partidari de l'arxiduc Carles d'Àustria i el 1705 dirigí conjuntament amb el seu germà Antoni Desvalls i de Vergós marquès del Poal l'aixecament austriacista a la l'Urgell i la Segarra, prenent Lleida el 23 de setembre, lluitant en la presa de Fraga (1706) i sent nomenat ajudant del príncep Enric de Hessen-Darmstadt. Es posaren sota la seva responsabilitat les competències d'intendència i s'ocupà de l'allistar de tropes.
Vers el 1709 fou nomenant governador del castell de Cardona i amb aquest càrrec dirigí la defensa de la plaça durant el Setge de Cardona (1711). Després de la proclamació de la guerra a ultrança a Barcelona el 9 de juliol de 1714 es mantingué en l'exercici de la governació i refusà entregar la fortalesa tal com li exigien les tropes borbòniques al·legant el tractat d'evacuació, resistint novament durant el Setge de Cardona (1713). La fortalesa de Cardona esdevingué el quarter general de les tropes catalanes que lluitaven a l'interior del Principat de Catalunya contra l'ocupació borbònica dirigides pel seu germà Antoni Desvalls i de Vergós marquès del Poal. En virtut de la capitulació de Barcelona del 12 de setembre de 1714 José Carrillo de Albornoz, comte de Montemar, exigí la capitulació de Cardona, oferint al seu torn una capitulació molt avantatjosa que Felip V declararia nul·la.
Pogué amb el seu germà passar a Mataró i s'embarcà rumb a Gènova, per passar des d'allí al regne de Mallorca, encara sota el domini de l'emperador Carles VI. El virrei de Mallorques Josep Antoni de Rubí i de Boixadors, marquès de Rubí el nomenà governador d'Eivissa i en virtut de la capitulació del regne el juliol del 1715 evacuà amb la resta de tropes imperials. L'emperador Carles VI el nomenà governador de Gaeta i anys més tard lluità a la guerra d'Hongria contra els turcs, essent ascendit a capità general. La filla de Carles VI l'emperadriu Maria Teresa el nomenà camarlenc i morí a Viena a l'edat de cent anys.